# He Makes Me Feel Like Dancin'
He Makes Me Feel Like Dancin' è un documentario del 1983 diretto da Emile Ardolino sul ballerino e coreografo statunitense Jacques d'Amboise.

## Riconoscimenti
- Oscar al miglior documentario